# Non possumus
Non possumus é uma frase latina, católica e religiosa que se traduz como "não podemos". Originou-se com o martírio dos mártires de Abitinae, que foram assassinados em 304 dC quando o imperador romano Diocleciano proibiu os cristãos, sob pena de morte, de possuir as Sagradas Escrituras, reunir-se no domingo para celebrar a Santa Eucaristia e erguer locais para suas assembleias.
A frase não pretendia expressar incapacidade, mas, ao contrário, absoluta determinação moral de obedecer à fé católica.
A frase completa da frase é "sine dominico non possumus" ("não podemos [viver] sem o domingo"). Expressa a necessidade do domingo e da Santa Eucaristia para o cristianismo.
Outro uso eclesiástico da frase foi atribuído ao Papa Leão Magno, que escreveu em 448 DC que "quibus viventibus non communicavimus mortuis communicare non possumus" ("não podemos ter comunhão na morte com aqueles que em vida não estavam em comunhão conosco"). O recurso a este princípio tem sido utilizado para justificar várias práticas eclesiásticas, incluindo a recusa de liturgias fúnebres e a recusa de revogar a ex-comunhão de falecidos. Alguns o usaram para se opor ao ecumenismo e às relações gerais com os não-cristãos.
Nos séculos XIX e XX, "non possumus" dominou a diplomacia dos papas Pio IX, Leão XIII, São Pio X, Bento XV e Pio XI, especialmente após a captura de Roma quando o Sumo Pontífice tornou-se prisioneiro no Vaticano e optou por limitar seu contato com o mundo exterior. Pensa-se geralmente que o Concílio Vaticano II inverteu esta atitude.
Esta frase latina também está ligada à história da Polônia. Em 8 de maio de 1953, os bispos poloneses enviaram uma carta formal aos líderes do partido comunista da República Popular da Polônia para declarar sua recusa decisiva em subordinar a Igreja ao estado comunista. Em retaliação, o governo prendeu seu primaz, o cardeal Stefan Wyszyński.